# L'Affaire Angel Harwell
L'Affaire Angel Harwell (Shadow of a Doubt) est un téléfilm américain réalisé par Brian Dennehy, diffusé en 1995.

## Synopsis
un avocat tente de défendre une cliente qui est accusée du meurtre de son propre père.

## Fiche technique
- Titre original : Shadow of a Doubt
- Réalisation : Brian Dennehy
- Scénario : Brian Dennehy et Bill Phillips, d'après le roman de William J. Coughlin
- Photographie : Neil Roach
- Musique : Jane Ira Bloom
- Pays : États-Unis
- Durée : 100 min

## Distribution
- Brian Dennehy : Charley Sloan
- Bonnie Bedelia : Robin Harwell
- Fairuza Balk : Angel Harwell
- Mike Nussbaum : Nate Golden
- Kevin Dunn : Mark Evola
- Joe Grifasi : Sidney Sherman
- Michael MacRae : Walter Figer
- Ken Pogue :  Juge Brown
- Donnelly Rhodes  Williams
- Brent Jennings : Little Mike
- Bruce McGill : Docteur Fred Williams
- Mavor Moore : Max Webster
- Henry Beckman : Juge Mulhern